# تحرير 2011: الطيب والشرس والسياسي (فلم)
فيلم وثائقى تم عرضه بشكل تجارى على مدار ثلاثة أسابيع في دور العرض السينمائية، ولاقى رواجا في الشارع المصري. يتحدث الفيلم عن أحداث الثورة المصرية في الفترة ما بين 25 يناير إلى 11 فبراير. «تامر عزت» بفيلمه «الطيب»، و«آيتن أمين» بفيلمها «الشرس»، و«عمرو سلامة» بفيلمه «السياسي» والذين اجتمعوا لتوثيق أهم لحظات عاشها الشعب المصري في حياته من خلال فيلم تحرير 2011.

## أحداث الفيلم
الجزء الأول: الطيب
عرض المخرج تامر عزت لمجموعة من الأشخاص العادين بميدان التحرير ورأي كل واحد فيما يحدث حوله وعرضه للحظات صعبة مر بها أو عاشها مقربين له، عرض لخفة دم الشعب المصري وفكاهته بالرغم من همومه وتساقط شهداء وضحايا أمامهم. كذلك خطابات الرئيس المخلوع مبارك وأرائهم حول ما كان يخرج ليلقيه عليهم.
الجزء الثاني: الشرس
المخرجة آيتن أمين تلتقي بمجموعة من الضباط وتحاول معرفة رأيهم فيما يحدث وتعاطفهم مع الأحداث وعرضها لصورة الشرطة وعرض افكارهم بمنتهى الحيادية، قد يعتقد البعض في بدء الأمر أنه فيلم يعرض وحشية رجال الشرطة والداخلية ولكن من يشاهد ذلك يظل يفكر كيف استطاعت مخرجة في مثل سنهاأن تتجول وتصور مثل تلك الأحداث وكيف تمكنت من لقاء هؤلاء الضباط وطريقة استفزازهم وردهم على اسئلتها.
الجزء الثالث: السياسي
عمرو سلامه أخرج ما في بطون السياسيين وفتش في جعبتهم فقدم حوالي عشرة أسئلة تمكن من خلالها أن يضع نقط فوق حروف كانت لا تعني شيء سوء رسومات.اختار أشهر السياسيين على الساحة ووجه لهم تلك الأسئلة ومنهم الدكتور محمد البرادعي، ومصطفى الفقي والكاتب علاء الأسواني وغيرهم وكان رأيهم واحد وهو ضرورة انتهاء عصر الفراعنة والذي ظل أكثر من 30 سنة.
- فاز الفيلم بجائزة أفضل فيلم في مهرجان أوسلو السينمائي الدولي بالنرويج 2011.

1. ↑  "معلومات عن تحرير 2011: الطيب والشرس والسياسي (فيلم) على موقع tcm.turner.com". tcm.turner.com. مؤرشف من الأصل في 2021-02-07.
2. ↑  "معلومات عن تحرير 2011: الطيب والشرس والسياسي (فيلم) على موقع imdb.com". imdb.com. مؤرشف من الأصل في 2020-05-18.
3. ↑  "معلومات عن تحرير 2011: الطيب والشرس والسياسي (فيلم) على موقع allocine.fr". allocine.fr. مؤرشف من الأصل في 2016-03-25.

## روابط خارجية
- مقالات تستعمل روابط فنية بلا صلة مع ويكي بيانات

السينما دوت كوم